# Ignace Heinrich
Ignace Heinrich, född 31 juli 1925 i Ebersheim, död 9 januari 2003 i Carnoux-en-Provence, var en fransk friidrottare.
Heinrich blev olympisk silvermedaljör i tiokamp vid sommarspelen 1948 i London.